# Melhania tulearensis
Melhania tulearensis är en malvaväxtart som beskrevs av Arenes. Melhania tulearensis ingår i släktet Melhania och familjen malvaväxter. Inga underarter finns listade i Catalogue of Life.